# Ла Посесион
Ла Посесион (фр. La Possession) град је у Француској, у департману Реинион.
По подацима из 1999. године број становника у месту је био 21.904.

## Демографија
| 1999.  | 2011.  |
| ------ | ------ |
| 21.904 | 30.911 |